# Cádiar
Cádiar település Spanyolországban, Granada tartományban. Cádiar Alpujarra de la Sierra, Albondón, Lobras, Bérchules, Ugíjar és Murtas községekkel határos. Lakosainak száma 1517 fő (2024).

## Népesség
A település népessége az elmúlt években az alábbi módon változott:
| Lakosok száma | 1567 | 1567 | 1621 | 1634 | 1652 | 1545 | 1528 | 1453 | 1492 | 1517 |
|               | 2001 | 2004 | 2006 | 2009 | 2011 | 2014 | 2016 | 2019 | 2021 | 2024 |